# Национальный банк Канады
National Bank of Canada — канадский банк, шестой в стране по объёму активов. Обслуживает 2,7 млн клиентов через сеть из 483 отделения и 1573 банкомата. Основан в Монреале, провинция Квебек, на эту провинцию приходится более половины выручки банка; кроме Канады работает в Камбодже и Флориде.

## История
Banque Nationale был основан в Квебеке 4 мая 1859 года франкоязычным канадскими предпринимателями. В 1924 году объединился с Banque d’Hochelaga, изменив название на Banque Canadienne Nationale. В 1979 году в результате слияния с Provincial Bank of Canada (основан в 1861 году также в Квебеке), появился National Bank of Canada.
В 1994 году банк открыл два отделения в США, одно во Флориде, второе в Калифорнии; в 1995 году было открыто представительство на Кубе. В 1999 году на основе купленной компании Lévesque Beaubien Geoffrion Inc. был создан дочерний инвестиционный банк National Bank Financial с офисами в Торонто, Нью-Йорке и Лондоне.
В 2016 году было куплено 90 % акций камбоджийского ABA Bank of Cambodia (ранее известного как Advanced Bank of Asia, третий крупнейший в стране, основан в 1996 году); в 2019 году оставшиеся 10 % были куплены у главы казахстанской фондовой биржи Дамира Карассаева.

## Деятельность
Основные подразделения:
- Частный и коммерческий банкинг — банковские и страховые услуги физическим и юридическим лицам; 42 % выручки, активы 117 млрд.
- Управление активами — управление активами и банковское обслуживание крупных частных клиентов; 23 % выручки, активы 5,9 млрд.
- Финансовые рынки — корпоративный и инвестиционный банкинг; 25 % выручки, активы 124 млрд.
- Международная деятельность — деятельность дочерних банков Credigy в США и ABA Bank в Камбодже; 10 % выручки, активы 14 млрд[3][2].

Из 7,9 млрд канадских долларов выручки за финансовый год, закончившийся 31 октября 2020 года, 4,3 млрд составил чистый процентный доход, 3,7 млрд — комиссионный доход. Из 332 млрд долларов активов 162 млрд составляют выданные кредиты (65 млрд ипотечные), 100 млрд — ценные бумаги; принятые депозиты составили 216 млрд.
Основные дочерние компании на 2020 год:
- National Bank Acquisition Holding Inc. (холдинговая компания, Монреаль, Канада)
  - National Bank Financial Inc. (инвестиционный дилер, Монреаль, Канада)
    - NBF International Holdings Inc. (холдинговая компания, Монреаль, Канада)
      - National Bank of Canada Financial Group Inc. (холдинговая компания, Нью-Йорк, США)
        - Credigy Ltd. (холдинговая компания, Атланта, США, 80 %)
        - National Bank of Canada Financial Inc. (инвестиционный дилер, Нью-Йорк, США)

  - National Bank Investments Inc. (дилер взаимных фондов, Монреаль, Канада)
  - National Bank Life Insurance Company (страхование, Монреаль, Канада)
  - Natcan Trust Company (попечитель, Монреаль, Канада)
- National Bank Trust Inc. (попечитель, Монреаль, Канада)
- National Bank Realty Inc. (недвижимость, Монреаль, Канада)
- NatBC Holding Corporation (холдинговая компания, Голливуд, Флорида, США)
  - Natbank, National Association (коммерческий банк, Голливуд, Флорида, США)
- Natcan Global Holdings Ltd. (холдинговая компания, Слием, Мальта)
  - NBC Global Finance Limited (инвестиционные услуги, Дублин, Ирландия)
- NBC Financial Markets Asia Limited (инвестиционный дилер, Гонконг)
- Advanced Bank of Asia Limited (коммерческий банк, Пномпень, Камбоджа)
- ATA IT Ltd. (информационные технологии, Бангкок, Таиланд)